# Trockensavanne

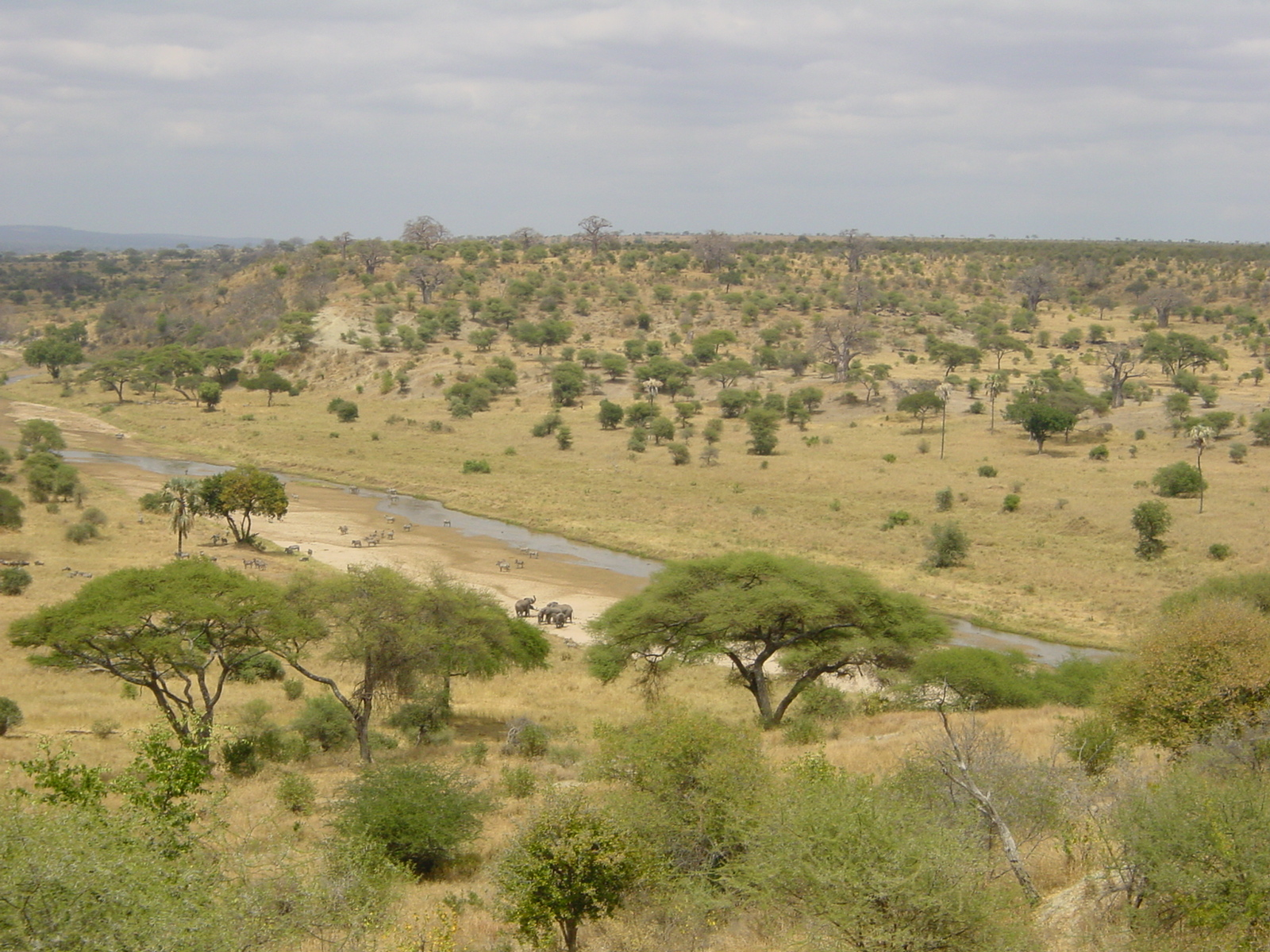
Tarangire-Nationalpark in Tansania, Bild einer typischen Trockensavanne

Die Trockensavanne ist je nach Betrachtungsweise eine Ökozone, ein Zonobiom oder eine Vegetationszone der Tropen. Die Trockensavanne hat fünf bis sieben aride Monate. Im Jahr fallen meist zwischen 500 und 1000 mm Niederschlag in einer ausgeprägten Regenzeit (siehe auch: Klimate der tropischen Trockenwälder und Trockensavannen). In der Trockensavanne herrscht wie im tropischen Regenwald Tageszeitenklima.
Neben der Trockensavanne gibt es die Savannentypen Feuchtsavanne und Dornstrauchsavanne. Nach Schultz bilden die Trocken- und Feuchtsavannen zusammen die Ökozone der sommerfeuchten Tropen. Die Trockensavannen bilden dabei den Übergangsbereich zu den tropisch/subtropischen Trockengebieten.

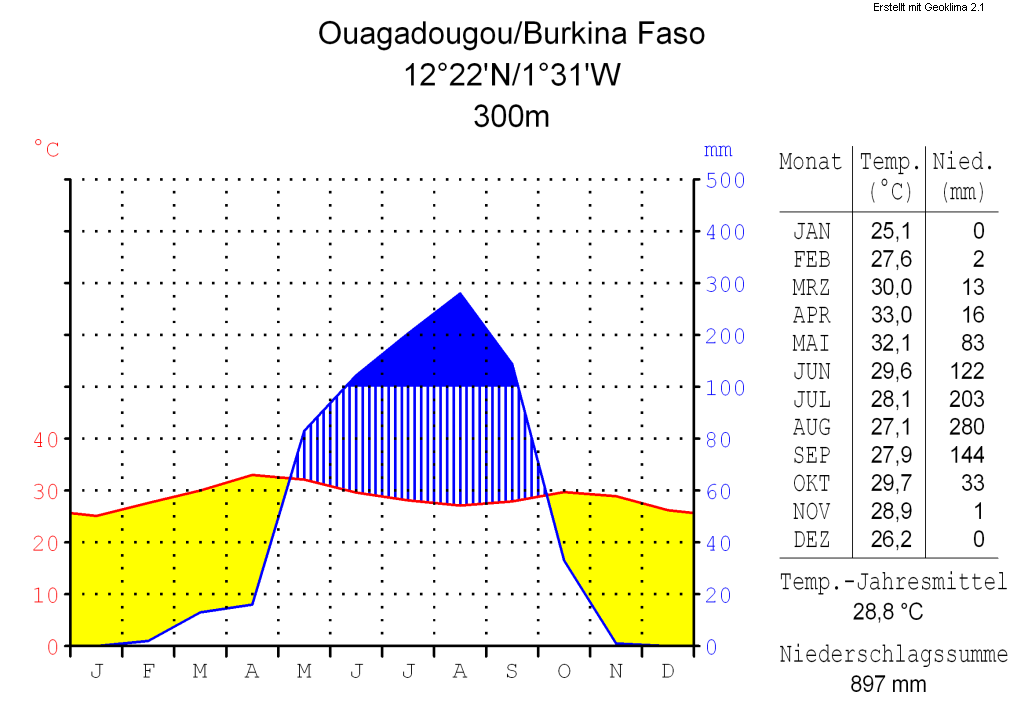
Klimadiagramm von Ouagadougou, Hauptstadt von Burkina Faso

## Verbreitung

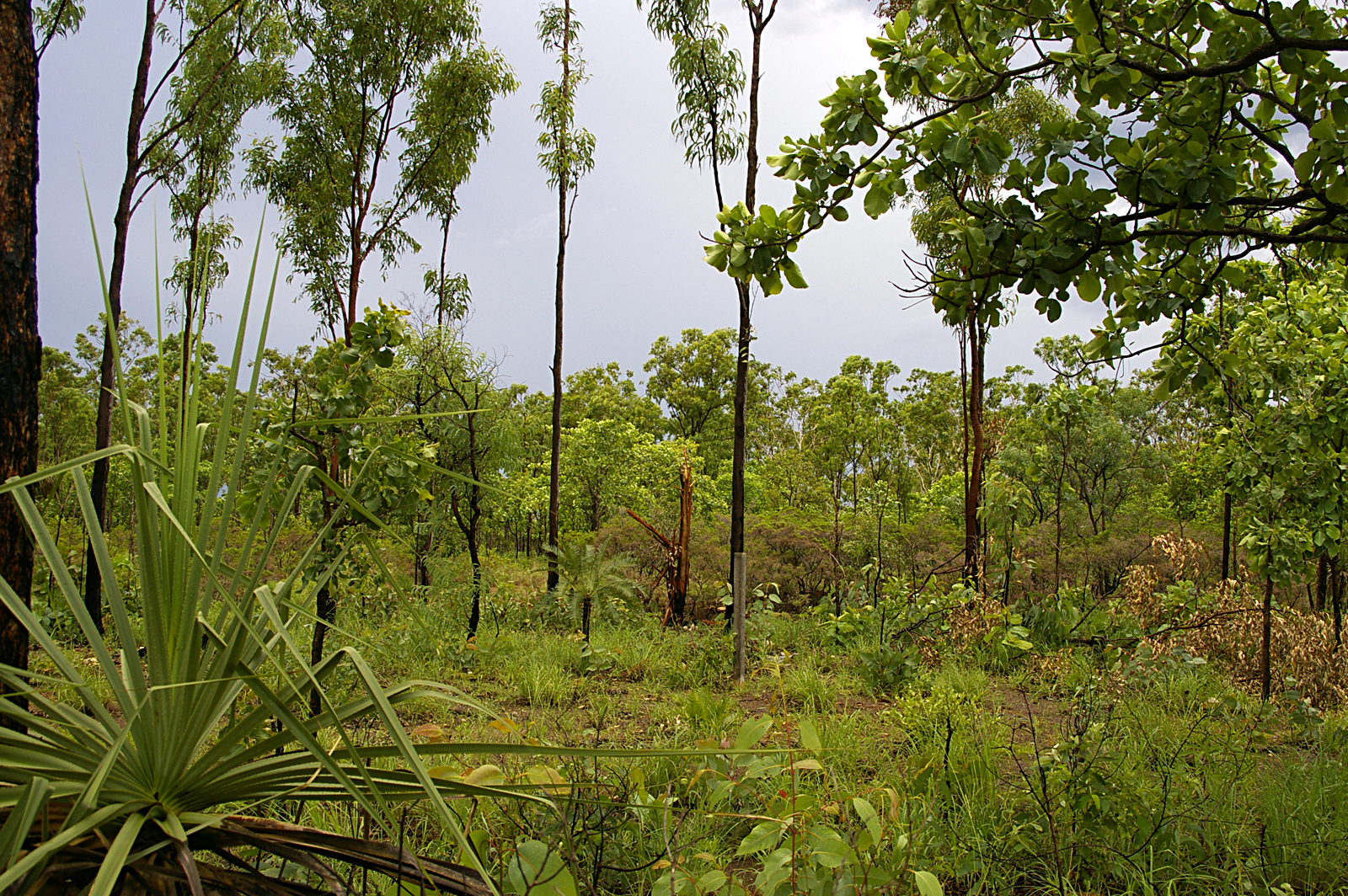
Savanne in Nord-Australien

Die Trockensavanne liegt zwischen der Feuchtsavanne und der Dornbuschsavanne und ist Teil der wechselfeuchten Tropen, da sie 5,5 bis 7 aride beziehungsweise 4,5 bis 7 humide Monate hat. Sie ist stark ausgeprägt in Afrika (Sahelzone und südöstliches Afrika), auf dem indischen Subkontinent und Nordaustralien. Weniger ausgeprägt ist die Trockensavanne in Südamerika. Alle Trockensavannen zusammen machen etwa 3 % der Landfläche aus.

## Vegetation
Die Vegetation ist in der Trockensavanne an die Trockenzeit angepasst. So speichern beispielsweise afrikanische Affenbrotbäume Wasser im Stamm und die Schirmakazien bilden eine große Krone aus, mit der sie den Boden vor der Austrocknung schützen. Der Großteil der Vegetation besteht aus bis zu 80 cm hohen Gräsern sowie einzeln stehenden Bäumen. An Flüssen sind Galeriewälder anzutreffen, da die Bäume dort ganzjährigen Zugang zu Wasser haben.

## Böden
Wegen des Wassermangels ist die chemische Verwitterung langsam. Auf jungen Landoberflächen sind daher gering entwickelte Böden zu finden. Nach dem internationalen Bodenklassifikationssystem World Reference Base for Soil Resources (WRB) sind dies: Leptosole (Böden, bei denen in geringer Tiefe Fels auftritt oder die sehr skelettreich sind), Arenosole (stark sandige Böden) und Regosole (wenig entwickelte, skelettarme, tonige oder schluffige Böden). Auf alten Landoberflächen sind jedoch stärker verwitterte Böden anzutreffen. Dazu zählen Cambisole, Luvisole und Lixisole.
In der langen Trockenzeit herrscht aufsteigende Wasserbewegung vor. Sollte in geringer Tiefe Grundwasser anzutreffen sein, so steigt es mit den darin gelösten Ionen in die Nähe der Bodenoberfläche, wobei Salzböden (Solonchaks) entstehen können. Meist steigt aber nur das Regenwasser wieder auf und verdunstet. Weil aber der Sickerwasserstrom nur eine geringe Tiefe erreicht, können im Unterboden sekundäre Carbonate ausfällen, was zur Ausbildung von Calcisolen führen kann.
Aufgrund der geringen Biomasseproduktion und des dadurch bedingten geringen Streuanfalls sind die Böden humusarm und damit auch nährstoffarm. Günstig für die Landnutzung sind jedoch die geringe Nährstoffauswaschung und die relativ hohen pH-Werte sowie die damit verbundenen relativ hohen Anteile an Calcium, Magnesium und Kalium. An Phosphor besteht hingegen vielerorts schwerwiegender Mangel.
Trotz kurzer Regenzeit ist aufgrund des Starkregens die Gefahr der Bodenerosion groß. Dies gilt besonders für Böden, die im Oberboden schluffig sind, also für viele Luvisole und Lixisole.

## Bewirtschaftung
Die Feucht- und Trockensavannen sind in der Regel die am dichtesten bevölkerten Regionen der Tropen. Vor dem Einsetzen der modernen globalen Erwärmung reichte der vorwiegend im Sommer fallende Regen zumeist aus, um in traditioneller Landwechselwirtschaft (zumeist als Hackbau ohne maschinelle oder tierische Hilfe) auf kleinen Feldern eine recht große Vielfalt verschiedener Nutzpflanzen anzubauen (Mais, Sorghum, Hirsearten, Bohnenarten, Süßkartoffeln, Maniok in Subsistenzwirtschaft – und zum Teil für den Markt Baumwolle und Erdnüsse, zudem Reis in Bewässerungsfeldwirtschaft vor allem in Südostasien). Vor allem in Afrika herrscht Agropastoralismus vor, da neben dem Feldbau auch Nutztiere (vorwiegend Rinder und Ziegen in Afrika sowie Wasserbüffel in Süd- und Südostasien) gehalten werden. Je nach Nahrungsangebot ist die Lebensweise mehr oder weniger sesshaft bis halbnomadisch. An den Rändern zu den Trockengebieten Afrikas herrscht zum Teil ein Austausch mit den dortigen mobilen Tierhaltern und den letzten vollnomadisch lebenden Stämmen. Sie beliefern die Dörfer in der Trockensavanne etwa mit Salz, Fleisch und Kamelmilch. Die Dürregefährdung der Trockensavannen ist sehr hoch. In der Regenzeit reicht der Niederschlag nur für eine Ernte.